# De tijgerkat
Il Gattopardo, in het Nederlands vertaald als De tijgerkat (synoniem voor serval), is de enige roman van de Italiaanse schrijver Giuseppe Tomasi di Lampedusa (1896-1957). Het boek verscheen postuum, in 1958, een jaar na de dood van de auteur. De roman is in hoge mate (auto)biografisch: het is gebaseerd op het leven van zijn overgrootvader en op zijn eigen ervaringen.
De titel van het boek, De tijgerkat, komt van het familiewapen van de familie Tomasi (en de familie Salina), waarop een gaande tijgerkat is afgebeeld. De tijgerkat, ofwel de luipaard, wordt in het prinsdom overal aangetroffen op de huizen, paleizen en pachtboerderijen etc. en keert in het boek voortdurend terug. Ook noemen de Salina's zichzelf luipaarden en ze ontlenen innerlijk kracht en sluwheid aan dit dier, dat symbool staat voor hun heersende positie. In de Nederlandse heraldiek worden luipaarden zelden tot nooit aangetroffen, maar komen elders wel voor. De luipaard staat al in het wapen van de Normandiërs sinds de Middeleeuwen, in de heraldische vlag luidt de officiële omschrijving: ‘de gueules à deux léopards d’or’ (‘rood met twee gouden luipaarden’).
Het boek speelt zich af ten tijde van het Risorgimento, de wederopstanding van een Italiaanse staat, als Giuseppe Garibaldi Sicilië verovert op het koninkrijk der Beide Siciliën en beschrijft hoe dit door een Siciliaanse prins, loyaal aan de koning der beide Siciliën, wordt ervaren en hoe zijn loyaliteit langzaam en welbewust wordt omgebogen in trouw aan de nieuwe koning van Italië. Toen Tomasi di Lampedusa aan het boek begon, probeerde hij de stijl en structuur van James Joyces Ulysses te imiteren, hetgeen hem niet goed lukte. Het eerste hoofdstuk is nog een restant van die poging.

## Belangrijkste personages
- Don Fabrizio Corbera, prins van Salina
- Tancredi, Prins van Falconeri, neef van don Fabrizio
- Angelica Sedàra (barones del Biscotto), verloofde van Tancredi
- padre Perroni, familiepriester van de familie Corbera
- Prinses Concetta Corbera, oudste dochter van don Fabrizio
- Don Calogero Sedàra (baron del Biscotto), burgemeester van Donnafugata, vader van Angelica

## Belangrijke motieven
- overgang: van de Beide Siciliën naar het nieuwe Italië, van edelman naar zakenman
- teloorgang: de ondergang van de Beide Siciliën, de verwoesting van het paleis, de achteruitgang van de positie van de adel; de ondergang van don Fabrizio's familie
- corruptie: de kerk, de Bourbons, de maffia, de plebiscieten
- raison d'être: van het Koninkrijk der Beide Siciliën, de adel en van Don Fabrizio zelf

## Publicatie
Tijdens Tomasi di Lampedusa's leven lukte het niet om Il Gattopardo gepubliceerd te krijgen: alle aangezochte uitgeverijen weigerden het werk. In 1958, een jaar na zijn dood, werd het boek alsnog uitgegeven. Het jaar daarop won het de literatuurprijs Premio Strega. Sindsdien wordt het boek gezien als een van de hoogtepunten van de 20e-eeuwse Italiaanse literatuur.

## Verfilming
In 1963 werd de roman onder de gelijknamige titel verfilmd door Luchino Visconti, met Burt Lancaster en Alain Delon in de hoofdrollen.
Sinds maart 2025 is Il gattopardo als 6-delige miniserie te zien via de videostreamingdienst Netflix.

## Nederlandse vertalingen
- Giuseppe Tomasi di Lampedusa, De tijgerkat. Siciliaanse roman, vert. Johanna Cornelia Romein-Hütschler, 1959, 228 p.
- Giuseppe Tomasi di Lampedusa, De tijgerkat, vert. Anthonie Kee, 2012. ISBN 9789025369811